# Sauchay
Sauchay és un municipi francès situat al departament del Sena Marítim i a la regió de Normandia. L'any 2007 tenia 405 habitants.

## Demografia

### Població
El 2007 la població de fet de Sauchay era de 405 persones. Hi havia 164 famílies de les quals 32 eren unipersonals (16 homes vivint sols i 16 dones vivint soles), 72 parelles sense fills, 48 parelles amb fills i 12 famílies monoparentals amb fills.
La població ha evolucionat segons el següent gràfic:
Habitants censats

### Habitatges
El 2007 hi havia 181 habitatges, 167 eren l'habitatge principal de la família, 12 eren segones residències i 1 estava desocupat. Tots els 181 habitatges eren cases. Dels 167 habitatges principals, 148 estaven ocupats pels seus propietaris, 13 estaven llogats i ocupats pels llogaters i 6 estaven cedits a títol gratuït; 9 tenien dues cambres, 28 en tenien tres, 53 en tenien quatre i 78 en tenien cinc o més. 152 habitatges disposaven pel capbaix d'una plaça de pàrquing. A 70 habitatges hi havia un automòbil i a 88 n'hi havia dos o més.

### Piràmide de població
La piràmide de població per edats i sexe el 2009 era:
| Homes | Edats   | Dones |
| ----- | ------- | ----- |
| 0     | 95 o +  | 0     |
| 0     | 90 a 94 | 0     |
| 4     | 85 a 89 | 0     |
| 8     | 80 a 84 | 4     |
| 0     | 75 a 79 | 12    |
| 8     | 70 a 74 | 4     |
| 16    | 65 a 69 | 8     |
| 12    | 60 a 64 | 28    |
| 4     | 55 a 59 | 8     |
| 24    | 50 a 54 | 20    |
| 12    | 45 a 49 | 16    |
| 8     | 40 a 44 | 20    |
| 16    | 35 a 39 | 8     |
| 20    | 30 a 34 | 0     |
| 8     | 25 a 29 | 12    |
| 12    | 20 a 24 | 12    |
| 20    | 15 a 19 | 8     |
| 8     | 10 a 14 | 12    |
| 20    | 5 a 9   | 4     |
| 4     | 0 a 4   | 8     |

## Economia
El 2007 la població en edat de treballar era de 254 persones, 179 eren actives i 75 eren inactives. De les 179 persones actives 173 estaven ocupades (97 homes i 76 dones) i 6 estaven aturades (6 dones i 6 dones). De les 75 persones inactives 38 estaven jubilades, 20 estaven estudiant i 17 estaven classificades com a «altres inactius».

### Ingressos
El 2009 a Sauchay hi havia 165 unitats fiscals que integraven 427 persones, la mediana anual d'ingressos fiscals per persona era de 17.562 €.

### Activitats econòmiques
Dels 6 establiments que hi havia el 2007, 1 era d'una empresa de comerç i reparació d'automòbils, 1 d'una empresa de transport, 1 d'una empresa financera, 1 d'una empresa immobiliària i 2 d'empreses de serveis.
L'únic servei als particulars que hi havia el 2009 era una agència immobiliària.
L'únic establiment comercial que hi havia el 2009 era una botiga de més de 120 m².
L'any 2000 a Sauchay hi havia 10 explotacions agrícoles que ocupaven un total de 516 hectàrees.

## Equipaments sanitaris i escolars
El 2009 hi havia una escola elemental integrada dins d'un grup escolar amb les comunes properes formant una escola dispersa.

## Poblacions més properes
El següent diagrama mostra les poblacions més properes.